# Boggomsbaai
Boggomsbaai est un village côtier et une station balnéaire d'Afrique du Sud, situé dans la province du Cap-Occidental.

## Localisation
Boggomsbaai est situé au bord de l'océan Indien sur la route des jardins, à environ 26 km au sud-ouest de Mossel Bay et à 9 km au nord-est de Vleesbaai.

## Démographie

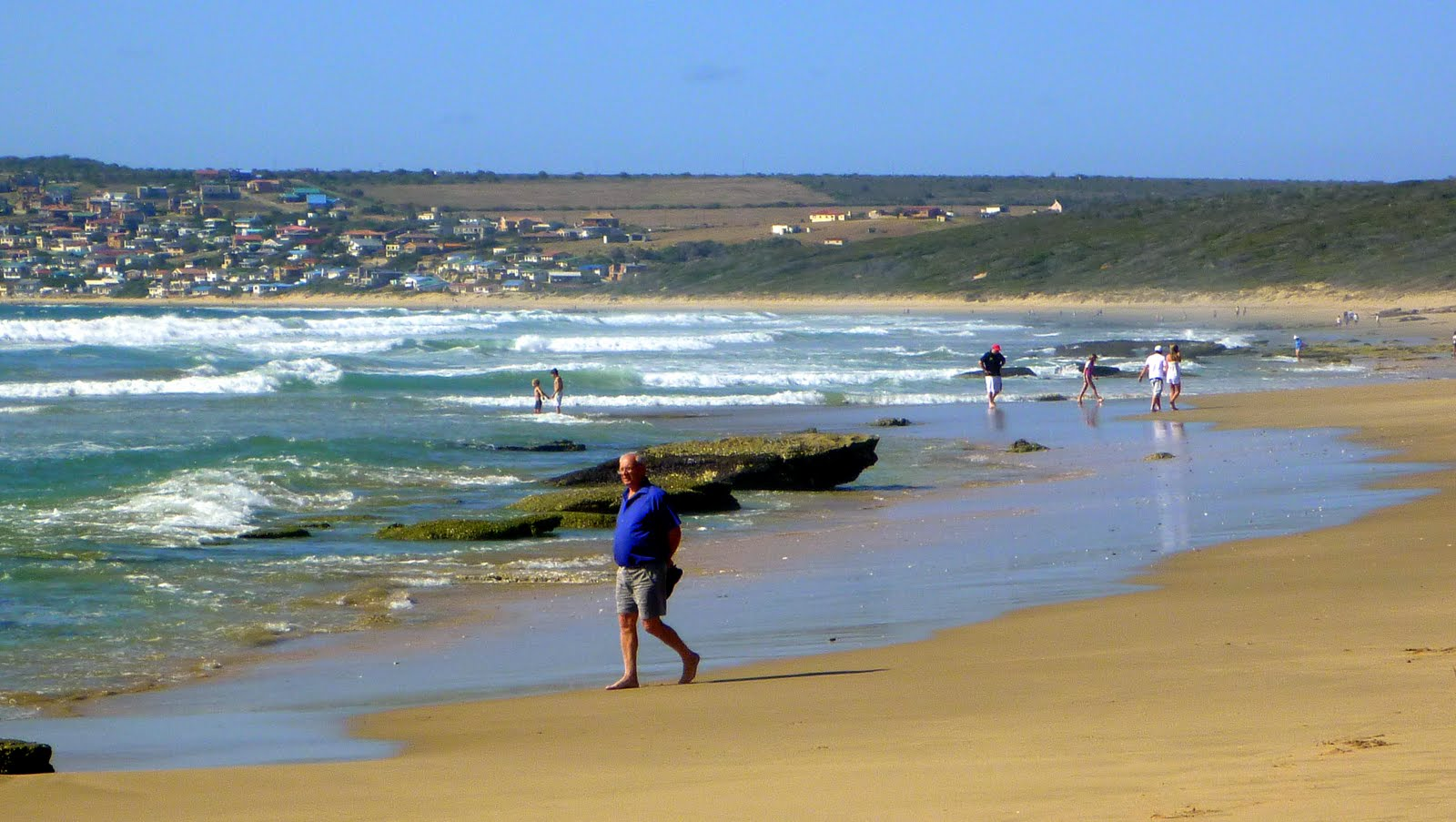
Plage de Boggomsbaai avec vue sur Vleesbaai en arrière plan

Selon le recensement de 2011, Boggomsbaai compte 69 habitants (97,10 % de Blancs et 2,90 % de Noirs). L'afrikaans est la langue maternelle de 97,10 % des habitants.

## Historique
Les Khoïkhoïs furent les premiers habitants de la région ainsi qu'un autre peuple pastoral appelé « Gouriqua ». Le premier contact avec les Européens eut lieu en 1488 avec Bartolomeu Dias.
La région reste principalement agricole jusqu'au développement du tourisme.

## Tourisme
Boggomsbaai est une villégiature composé majoritairement de résidences secondaires et de résidences de vacances.
La longue plage relie Vleesbaai et Boggomsbaai.